# Anina (pel·lícula)
Anina és una pel·lícula del gènere de comèdia animada de 2013, coproduïda per Colòmbia i l'Uruguai. Dirigida per Alfredo Soderguit, és una adaptació de Federico Ivanier sobre la novel·la de l'escriptor i dibuixant uruguaià Sergio López Suárez.

## Sinopsi
Anina Yatay Salas és una nena de deu anys. El seu nom i els seus cognoms són palíndroms —es llegeixen igual cap endavant i cap endarrere—, el que provoca els riures d'alguns dels seus companys d'escola; en particular, de Yisel, a qui Anina anomena «l'elefanta». Quan la seva paciència s'esgota, Anina es baralla amb Yisel a l'hora de l'esbarjo. Per aquest incident, les nenes reben la sanció dins d'un sobre negre, tancat i lacrat, que no poden obrir durant una setmana. En el seu afany de conèixer el càstig agotzonat en el misteriós sobre, Anina es ficarà en un embull de problemes, entre amors secrets, odis confessats, amigues entranyables i enemigues terrorífiques. Per Anina, entendre el contingut del sobre es transforma en un fantàstic viatge de l'egoisme a la generositat.

## Estrena i acceptació internacionals
En 2013, Anina, que es va exhibir en sales comercials de l'Uruguai, també va recórrer cinemes del Brasil, Argentina, Paraguai, Xile, Equador, Perú, Colòmbia, Panamà, Mèxic, República Dominicana, Aruba, Cuba, Estats Units, Canadà, Anglaterra, Escòcia, Irlanda, Espanya, França, Suïssa, Alemanya, Bèlgica, Països Baixos, Suècia, República Txeca, Polònia, Luxemburg, Grècia, Rússia, Xina, l'Índia, Iran, Austràlia, Corea del Sud, Portugal i Espanya.
En 2015, la pel·lícula va superar els 60.000 espectadors a França.

## Actors de veu
- Federica Lacaño (Anina)
- María Mendive (mare d'Anina)
- César Troncoso (pare d'Anina)
- Cristina Morán (directora)
- Petru Valenski (Tota)
- Roberto Suárez (Pocha)
- Gimena Fajardo (mastra Águeda)
- Florencia Zabaleta (mestra Aurora)
- Guillermina Pardo (Florencia)
- Lucía Parrilla (Yisel)
- Marcel Keoroglian (César)
- Pedro Cruz Garza (Yonatan)
- Ana González Olea (Àvia d'Anina)
- Claudia Prezioso (Pablo)
- Sthephany Sánchez González (Actriz Tv)
- Coco Legrand (Peluquero)
- Edgar Pedraza Piña (Actor Tv)
- Julian Goyoaga (Locutor Tv)
- Jhonny Hendrix Hinestroza (Perianto)
- Stefano Tononi (Actor cinema italià)
- Carla Moscatelli (Actriu cinema italià)
- Denisse Torena (corista 1)
- Claudia Prezioso (corista 2)
- Mariale Ariceta (corista 3)
- Alejó Schettini (corista 4)
- Alfredo Soderguit (corista 5)
- Germán Tejeira (corista 6)
- Julian Goyoaga (corista 7)
- Niños de Giraluna (Nens de l'escola)

## Premis
- 2014, Premi Iris, millor obra de l'any en cinema.[5]

### Nominacions
- 2015, Kids Choice Awards Mèxic millor pel·lícula, nominació.
- 2014, Premis Platino, Millor pel·lícula d'animació i Millor coproducció iberoamericana.[6]
- 2013, Premi Ariel a la millor pel·lícula iberoamericana, nominació
- 2013, Festival Internacional de Cinema de Cartagena de Indias millor pel·lícula i millor director, nominació.[7]
- 2013, Buenos Aires Festival Internacional de Cinema Independent (bafici): vot del públic.[7]